# 星瑞枝
星 瑞枝（ほし みずえ、1985年9月2日 - ）は、日本のアルペンスキー選手。新潟県魚沼市（旧：北魚沼郡湯之谷村）出身。トリノオリンピック日本代表。

## 略歴
湯之谷村立東湯之谷小学校時代より、父の指導のもと、春から秋のインラインスケートトレーニングと、冬の湯之谷薬師スキー場でのナイタートレーニングにより頭角を現す。湯之谷村立湯之谷中学校2年生の時に全国中学校スキー大会スラローム優勝、3年生の時に全日本スキー選手権スーパージャイアントスラロームで優勝。
地元にスキーの名門新潟県立小出高等学校や六日町高校、八海高校があるものの、海外遠征が多い競技特性をより有利にするトレーニング環境を求め、上越市の上越高等学校に進学。2年生でインターハイスラローム優勝。アルペンスキー世界ジュニア選手権は4年連続で日本代表。
2015年に現役を引退、2016年に「Tezm Mizue」を始動。
2013年から米ブランド「みずえ米」を開始した。
日本体育大学体育学部－日本体育大学職員－湯之谷スキークラブ。

## 戦績
- 2001-2002シーズン：アルペンスキージュニア世界選手権ダウンヒル31位、スーパーG途中棄権、ジャイアントスラローム途中棄権、スラローム42位。
- 2002-2003シーズン：アルペンスキージュニア世界選手権スーパーG36位、ジャイアントスラローム45位、スラローム23位。
- 2003-2004シーズン：全日本選手権スーパージャイアントスラロームで優勝(全日本選手権2勝目)。アルペンスキージュニア世界選手権ダウンヒル44位、スーパーG22位、ジャイアントスラローム18位、スラローム26位、コンバインド18位。
- 2004-2005シーズン：FISアルペンスキー・ワールドカップデビュー。2005年アルペンスキー世界選手権（イタリア、ボルミオ）代表、スラロームで21位、ジャイアントスラローム34位。全日本選手権スラローム優勝(全日本選手権3勝目)。アルペンスキージュニア世界選手権ジャイアントスラローム37位、スラローム15位。
- 2005-2006シーズン：ヨーロッパカップ開幕戦のドイツ、ボトロップにてノックアウト方式のスラロームで9位に入賞。トリノオリンピック代表入りし、スラロームに出場して同種目では日本人選手中最高の27位となった。
- 2006-2007シーズン：左膝前十字靭帯損傷のため治療に専念。

- 2008-2009シーズン：2009年アルペンスキー世界選手権（フランス、ヴァル＝ディゼール）ジャイアントスラローム途中棄権、スラローム27位。2009年冬季ユニバーシアードスーパーG7位、ジャイアントスラローム1位、スラローム途中棄権。
- 2010-2011シーズン：全日本選手権でスーパージャイアントスラローム、スラロームの2冠(全日本選手権通算5勝)。2011年アルペンスキー世界選手権（ドイツ、ガルミッシュ＝パルテンキルヒェン）ジャイアントスラローム40位、スラローム途中棄権。
- 2011-2012シーズン：全日本選手権スラローム優勝(全日本選手権通算6勝目)。
- 2012-2013シーズン：全日本選手権ジャイアントスラローム優勝(全日本選手権通算7勝目)。2011年アルペンスキー世界選手権（オーストリア、シュラートミンク）ジャイアントスラローム31位、スラローム37位。